# Middenvoetsbeen
Het middenvoetsbeen of metatarsium bestaat uit vijf botten, de middenvoetsbeenderen of ossa metatarsii, die in de voet de verbinding verzorgen tussen de tenen en de voetwortelbeenderen.
Vergelijkbaar hiermee zijn de middenhandsbeenderen of de ossa metacarpii.
schedel · wervelkolom · borstkas · borstbeen · schoudergordel · arm · bekkengordel · been

bot · gewricht · botten van de mens